# Stazione di Montecarlo-San Salvatore
Stazione di Montecarlo-San Salvatore vasútállomás Olaszországban, Montecarlo településen.

## Vasútvonalak
Az állomást az alábbi vasútvonalak érintik:
- Viareggio-Firenze-vasútvonal

## Kapcsolódó állomások
A vasútállomáshoz az alábbi állomások vannak a legközelebb:
- Stazione di Pescia
- Stazione di Altopascio